# Colin Falkland Gray
Colin Falkland Gray (Nuova Zelanda, 9 novembre 1914 – Porirua, 1º agosto 1995) è stato un militare e aviatore neozelandese, che fu un asso dell'aviazione da caccia britannica durante la seconda guerra mondiale con 28 vittorie accertate, 4 probabili e 5 in condivisione, conseguite in 633 missione di guerra (tre turni operativi). Decorato con tre Distinguished Flying Cross e due Distinguished Service Order, fu il principale asso neozelandese del secondo conflitto mondiale..

## Biografia
Nacque, insieme a suo fratello gemello Ken, a Papanui, in Nuova Zelanda, il 9 novembre 1914, i figli di un ingegnere elettrico Robert Leonard Gray e sua moglie Margaret Langford. Frequentò le scuole nella parte meridionale dell'Isola del Nord e poi a Christchurch, iniziando poi a lavorare come impiegato nel 1933 presso la Dalgety and Company. Nel 1936, insieme a gemello, tentò di arruolarsi nella Royal Air Force, ma solo il fratello Ken venne accettato, e si imbarcò per raggiungere la Gran Bretagna nel corso del 1937, mentre lui fu respinto per ragioni mediche.
Nel luglio 1938, con il precipitare della situazione internazionale, riuscì a superare la visite mediche partendo poco dopo per la Gran Bretagna dove, una volta giuntovi, entrò nella No.1 EFTS di Hatfield, passando quindi al RAF Depot di Uxbridge. Dopo il periodo di addestramento iniziale, dove volò a bordo degli Hawker Hart, Hind e Audax, fu trasferito al No.11 Flying Training School, o Group Pool, di St. Atham dove frequentò il corso di addestramento per piloti da caccia, volando a bordo degli Hawker Hurricane, ottenendo il brevetto di ufficiale pilota nell’ottobre 1939, a seconda guerra mondiale iniziata. Assegnato al No.54 Squadron  di Hornchurch dotato dei caccia Supermarine Spitfire Mk.I, il 20 novembre dello stesso anno ebbe un incidente in fase di atterraggio, avvenuto innanzi al Comandante in capo del Fighter Command, Sir Hugh Dowding, e per punizione gli fu assegnato il compito di traino bersaglio per gli altri piloti del reparto. Prese parte alla Strana guerra eseguendo missioni di ricognizione sul canale della Manica, e il 1 maggio 1940 perse suo fratello gemello caduto durante un volo di trasferimento con il suo bombardiere Armstrong-Whitworth Whitley.
Eseguì la sua prima missione bellica dopo l'inizio della battaglia di Francia, il 24 maggio, quando il suo reparto intercettò una formazione di bombardieri Heinkel He 111 e la loro scorta di caccia Messerschmitt Bf 109E e Bf 110 sopra Calais. Il No.54 Squadron reclamò 11 vittorie, ed egli ottenne il danneggiamento di un caccia Bf 109. Ottenne la sua prima vittoria in collaborazione il giorno successivo, quando attaccò ed abbatte, insieme ad un altro aereo un caccia del suo reparto, un Bf 109 durante una missione di scorta a degli aerosiluranti Fairey Swordfish che si recavano ad attaccare obiettivi su Gravelines. Colpito a sua volta da un caccia nemico, e con l’aereo gravemente danneggiato nei comandi e nel sistema idraulico, eseguì un atterraggio di emergenza sull’aeroporto di partenza.
Il 13 luglio, in piena battaglia d'Inghilterra, colse la sua prima vittoria quando abbatte un Bf 109 appartenente al III/JG 51 vicino a Calais dopo un lungo inseguimento a livello del mare. Il pilota, Leutnant Hans-Joachim Lange, rimase ucciso. Il 24 luglio colse la sua seconda vittoria a spese del Bf 109 dello Staffelkapitän Lothar Ehrlich appartenente all’8./JG 52. Osservò Ehrlich uscire dall’abitacolo e nuotare verso quello che credeva un battellino di salvataggio, e comunicò via radio la posizione dell'uomo, ma il pilota tedesco non sopravvisse alla bassa temperatura dell'acqua. In alternativa è possibile che la sua vittima fosse il Leutnant Schauff del III/JG 26.
Il 12 agosto colse la prima doppietta a spese di due Bf 109 dello JG 54, e il giorno dopo abbatte in collaborazione un Bf 110, e il 15 due Bf 109, uno vicino a Douvres, e uno a Cap Gris Nez, e il 16 danneggiò un Bf 110 e un Do.17, e per questi fatti gli fu conferita la Distinguished Flying Cross. Il 18 abbatte due Bf 110, di cui uno precipitò nel centro di Clacton-on-Sea, altri due gli vennero considerati come probabili, e danneggiò un bombardiere Dornier Do 17. Il 24 agosto abbatte un Bf 110  ( Oberleutnant Heinrich Held) che precipitò al largo di Cap Gris Nez dopo un lungo inseguimento sulle acque della Manica, e danneggiò due Bf 109. Il giorno dopo nuova vittoria a spese di un Bf 109, e il 26 reclamò un Bf 109, che gli fu considerato probabile. Il 31 agosto abbatte un Bf 109E del 6./JG 3 (Oberleutnant Karl Westerhof) vicino a Maidstone,  il 1 settembre un He 111 e un Bf 109E vicino a Biggin Hill, il 2 una Bf 109E e un Bf 110, il 3 un Bf 109E. Al termine della battaglia d'Inghilterra aveva abbattuto 16 aerei, oltre a 8 tra probabili e condivise con altri piloti. Il No.54 Squadron venne messo a riposo per un certo periodo, ritornando in azione nel giugno 1941, quando lui comandava la A Flight del No.1 Squadron di Tangmere, equipaggiata con gli Hawker Hurricane Mk.IIb.
Il 16 giugno distrusse un idrovolante Heinkel He 59, e il 22 conseguì la sua 17 vittoria abbattendo un Bf 109F su Le Havre. Ciò gli valse la concessione della Barra sulla DFC, e la promozione a squadron leader nel successivo mese di settembre. Assegnato al comando del No.403 Squadron canadese, vi rimase due giorni, trasferito poi al comando del No.616 Squadron di Westhampnett. Il 7 marzo fu tolto dalla linea di combattimento ed assegnato come squadron leader (tactics) al Quartier generale del No.9 Group, dove rimase sei mesi, ritornando in azione assegnato al No.64 Squadron di Fairlop, equipaggiato con gli allora nuovissimi Supermarine Spitfire Mk.IX. Partecipò alle serie di missioni denominate in codice "Ramrod" e "Circus" sulla Francia occupata. Trasferito nel fronte del Mediterraneo in forza al No.333 Group, verso la fine del 1942 ottenne il comando del No.81 Squadron di stanza a Gibilterra, dotato degli Spitfire Mk.Vc, con cui a partire dal 27 gennaio 1943 partecipò alle operazioni di conquista della Tunisia, operando dall’aeroporto algerino di Tingley, nella vicinanze di Bona. Il giorno 30 dello stesso mese colse la sua prima vittoria in questo ciclo di operazioni abbattendo un Bf 109, e nel marzo successivo distrusse al largo delle coste tunisine un Aermacchi C.202AS Folgore della Regia Aeronautica e un Bf 109 che fu costretto ad un atterraggio di fortuna. Il 3 aprile distrusse un altro Bf 109, cui seguirono altri tre caccia dello stesso tipo, il 20, il 23 e il 28. Per questo fatto ottenne la Distinguished Service Order,  assegnatagli quando il suo squadron era di stanza a La Sebala, e la promozione a Wing Commander (1 luglio) del No.322 Wing di stanza sulla base di Takali, Malta. Il 14 giugno abbatte un Bf 109G su Comiso, cui seguì un altro C.202, e poi partecipò all’operazione Husky, cioè la conquista della Sicilia. Dopo aver abbattuto un altro Bf 109G il 10 luglio, il No.322 Wing si trasferì sull’aeroporto di Lentini, da dove iniziò ad operare in missioni di superiorità aerea sul golfo di Milazzo. Il 25 luglio, mentre cadeva il regime fascista, colse una tripletta a spese di altrettanti velivoli da trasporto Junkers Ju 52 della Luftwaffe. Il 7 settembre fu rimandato in Patria, dove nel novembre successivo ottenne la seconda barra sulla sua DSO, prestando servizio in successione al No.9 Group, No.61 OTU e Fighter Leander School di Milfield. Ritornato in servizio attivo il 27 luglio 1944 a Detling, nel successivo mese di agosto fu trasferito come wing commander sulla base di Lympne da dove prese parte a molte missioni di intercettazione della bombe volanti V1. Il 2 febbraio 1945 fu trasferito alla base di Skbrae, dove rimase fino al termine del conflitto. A quell’epoca aveva al suo attivo 28 vittorie ufficiali ottenute in 633 missioni di guerra.
Ritornò in Nuova Zelanda dove, tra il luglio 1945 e il marzo 1946 ricoprì l’incarico di comandante della Royal New Zealand Air Force. Rientrato in Gran Bretagna fu promosso wing commander in servizio permanente effettivo il 1 luglio 1947, prestando servizio nell’Air Ministry fino al 1949, quando assunse l’incarico di ufficiale di collegamento presso la missione militare congiunta a Washington DC, negli Stati Uniti d'America. Nel 1954, dopo aver completato l’addestramento al pilotaggio dei caccia a reazione Gloster Meteor, assunse il comando dell’aeroporto di Church Fenton, ricoprendo tale incarico per i successivi due anni venendo nel frattempo promosso al rango di group captain (1 gennaio 1955). Assegnato al Quartier generale della Far East Air Force (FEAF) a Singapore vi rimase tre anni, rientrando poi presso l’Air Ministry dove rimase fino al marzo 1961, quando si ritirò definitivamente dal servizio. Ritornato in Nuova Zelanda andò a lavorare come direttore del personale alla Unilever di Petone fino al 1979 quando andò in pensione. Stabilitosi a Waikanae vi trascorse i suoi ultimi anni insieme alla moglie Betty, sposata nel 1947, e ai suoi quattro figli e a una figliastra.  Dopo aver scritto il suo libro autobiografico Spitfire Patrol, pubblicato nel 1990, si spense presso l'ospedale Kenepuru, Porirua, il 1 agosto 1995.

## Pubblicazioni
- Spitfire Patrol, Random Century, Auckland, 1990.

### Annotazioni
1. ↑  Secondo il rapporto tedesco la I./JG 54 perse un solo Bf 109, il cui pilota senza nome rimase ucciso in un incidente sul campo d'aviazione di Saint-Inglevert dopo essere ritornato dalla battaglia. La 3./JG 54 e la 9./JG 54 subirono la perdita di un Bf 109 ciascuno e dei loro piloti (uno ucciso e uno disperso) sul territorio inglese. I loro nomi sono sconosciuti.
2. ↑  Secondo altre fonti il pilota era l’Oberleunant Willy Fronhöfer appartenente alla 9./JG 26.
3. ↑  Solo cinque degli originari piloti che componevano il No.54 Squadron erano sopravvissuti ai combattimenti.
4. ↑  Si trattava di un Bf 109 appartenente alla versione G.

### Periodici
- Giorgio Gibertini, I gemelli della RAF. Le carriere di Colin e Kenneth Gray, in Aerei nella Storia, n. 120, Parma, West-Ward Edizioni, giugno-luglio 2018,  pp. 26-35.